# Pallacanestro Sant'Antimo
El Pallacanestro Sant'Antimo fue un equipo de baloncesto italiano con sede en la ciudad de Sant'Antimo, Ciudad metropolitana de Nápoles. Disputaba sus partidos en el PalaBarbuto de Nápoles.  Los colores de la sociedad eran el blanco y el rojo.

## Historia
En el verano de 2011, debido a la exclusión del Pallacanestro Trapani, tuvo la oportunidad de competir en la Legadue por primera vez en su historia. En el verano de 2012 el Napoli Basketball adquirió los derechos deportivos del Pallacanestro Sant'Antimo para participar en la temporada 2012-13 de la Legadue, con el nombre de Nuovo Napoli Basket. Sin embargo, el 22 de octubre, el Juez Deportivo Nacional excluyó al club de la liga por impago del primero plazo de las contribuciones obligatorias previstas.